# Seleção de Macau de Hóquei no Gelo
A Selecção de Macau de Hóquei no Gelo representa a Região Administrativa Especial de Macau da República Popular da China nas competições oficiais de hóquei no gelo da Federação Internacional de Hóquei no Gelo (FIHG).